# Mieczysław Gutkowski

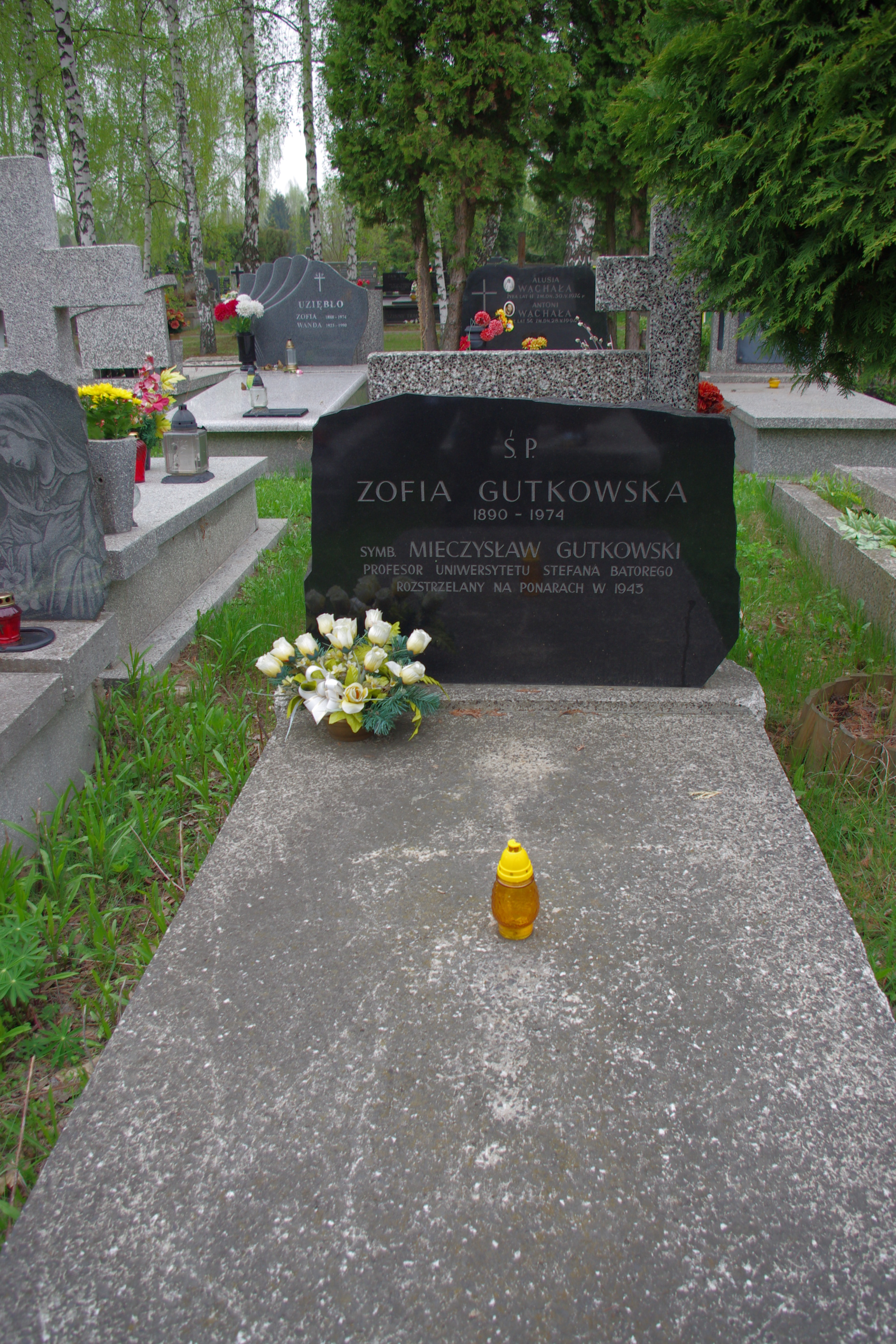
Grób symboliczny prof. Mieczysława Gutkowskiego (1893–1943) na cmentarzu komunalnym Północnym w Warszawie

Mieczysław Witold Gutkowski (ur. 9 lipca 1893 w Szumlinie, zm. 17 września 1943 w Wilnie) – polski prawnik, od 1924 profesor nauki skarbowości i prawa skarbowego na Uniwersytecie Stefana Batorego w Wilnie. 

## Życiorys
Wykształcenie średnie zdobył w Warszawie. Studia prawnicze ukończył w Petersburgu, następnie pozostał w tym mieście jako asystent w Katedrze Nauki Skarbowości. Napisał wówczas kilka opracowań i prac z zakresu finansów Królestwa Polskiego. W 1917 brał również udział w Komisji Likwidacyjnej do spraw Królestwa Polskiego.
W okresie II Rzeczypospolitej rozpoczął pracę w Ministerstwie Skarbu, gdzie zajmował się głównie pracami z zakresu ekonomii, prawa skarbowego, i gospodarki państwowej. Zajmował się metodologią nauk finansowych, był wówczas jedynym z niewielu naukowców zajmujących się tym zagadnieniem w Polsce. Był autorem pionierskich prac, m.in. wydany w 1927 „Zarys prawodawstwa z dziedziny skarbowości i gospodarki państwowej”. W 1924 powołany został na Uniwersytet Stefana Batorego w Wilnie, z tytułem profesora nadzwyczajnego (w 1936 uzyskał tytuł profesora zwyczajnego USB). Jako pedagog uniwersytecki, wykształcił wielu młodych specjalistów. W latach 1931–1939 wydawał i redagował wydawnictwo zbiorowego dla naukowców „Prace seminarium ze skarbowości i prawa skarbowego oraz ze statystyki”. 
Podczas pobytu w Wilnie zaangażował się w sprawy ogólnopaństwowe. Był przewodniczącym Komisji do spraw Finansowania Miast Polskich, które zaciągnęły zobowiązania finansowe w bankach amerykańskich na rozbudowę infrastruktury komunikacyjnej. Równolegle został delegatem Ministerstwa Skarbu na Ziemię Wileńską i członkiem zarządu m.st. Warszawy. W procesach politycznych z 1936 został obrońcą studentów (głównie związanych z lewicą), co spowodowało, iż posądzano go o sprzyjanie komunizmowi. Postawa ta miała przypuszczalnie wpływ na umieszczenie go na „czarnej liście” polskich intelektualistów, sporządzanej przez Litwinów dla administracji niemieckiej, przed wkroczeniem sił niemieckich do Wilna w 1941.
2 maja 1923 został odznaczony Krzyżem Oficerskim Orderu Odrodzenia Polski „za zasługi, położone na polu organizacji skarbowości w Rzeczypospolitej Polskiej”.
Mieczysław Gutkowski był represjonowany od początku wojny, usunięto go najpierw z mieszkania, które wraz z żoną zajmował na ul. Wielkiej. Wraz z innymi profesorami zwolnionymi przez okupacyjne władze litewskie z Uniwersytetu Stefana Batorego w Wilnie (uczelnia została zamknięta), popadł w kłopoty materialne. Spowodowało to, iż głównym źródłem utrzymania stała się dla niego wyprzedaż majątku prywatnego.
Aresztowany przez Litwinów i przez nich natychmiast rozstrzelany w nocy z 16 na 17 września 1943 w podziemiach budynku litewskiej policji bezpieczeństwa Saugumy w Wilnie, w odwecie za wykonanie wyroku przez Kedyw na funkcjonariuszu litewskiej policji bezpieczeństwa Saugumy, Marionie Padabasie.
Na cmentarzu komunalnym Północnym w Warszawie znajduje poświęcona mu płyta granitowa „Pro Memoria”, umieszczona na grobie jego żony.

## Publikacje
Autor prac, m.in.:
- Finanse miast Królestwa Polskiego za lata 1815–1915 (1917)
- Zarys ustawodawstwa z dziedziny skarbowości i gospodarki państwowej oraz komunalnej w 1925 r. na ogólnym tle sytuacji gospodarczej Polski (1927)